# تي دي أوفردرايف: ذا براذرهود أوف سبيد
تي دي أوفردرايف: ذا براذرهود أوف سبيد (بالإنجليزية: TD Overdrive: The Brotherhood of Speed)‏ ، هي لعبة إلكترونية من نوع سباق السيارات ، أنتجت عام 2002 ، ونشرها شركة انفوجرامز.

## مصدر
1. ↑  قالب:Cita news

## وصلات خارجية
- تي دي درايف (باللغة البولندية)
- Страница PC-версии باللغة الروسية .
- Рецензия بالروسية .